# Héros d'un soir
Pour plus de détails, voir Fiche technique et Distribution.
Héros d'un soir (Song and Dance Man) est un film américain en noir et blanc réalisé par Allan Dwan, sorti en 1936.
Il s'agit du remake du film muet de 1926, The Song and Dance Man.

## Synopsis
Julia Carroll et Hap Farrell sont un couple de danseurs qui se produisent sur la scène de Broadway. Hap est un joueur compulsif qui s'adonne à la boisson, mais il est attaché à Julia. Celle-ci est amoureuse d'Alan Davis, le producteur. Julia et Alan ont des ennuis et le numéro de danse est également menacé.

## Fiche technique
- Titre : Héros d'un soir
- Titre original : Song and Dance Man
- Réalisation : Allan Dwan
- Scénario : Maude Fulton, d'après la pièce de George M. Cohan (1923)
- Musique : R.H. Bassett, Gene Rose, Samuel Kaylin
- Photographie : Barney McGill
- Montage : Alfred DeGaetano
- Direction artistique : Duncan Cramer, Lewis H. Creber
- Costumes : William Lambert
- Production : Sol M. Wurtzel
- Société de production et de distribution : 20th Century Fox
- Pays de production :  États-Unis
- Langue : anglais américain
- Format : noir et blanc — son : mono
- Genre : drame, film musical
- Durée : 72 minutes
- Dates de sortie : 
  - États-Unis :  11 mars 1936
  - France : 23 mars 1939

## Distribution
- Claire Trevor : Julia Carroll
- Paul Kelly : Hap Farrell
- Michael Whalen : Alan Davis
- Ruth Donnelly : Patsy O'Madigan
- James Burke : le lieutenant Mike Boyle
- Helen Troy : Sally
- Lester Matthews : C. B. Nelson
- Ralf Harolde : Crosby
- Gloria Roy : Dolores
- Margaret Dumont : Mrs. Whitney
- Billy Bevan : Curtis
- Irene Franklin : Goldie McGuffy